# Silvia Constantinescu
Silvia Constantinescu (cu numele complet Silvia Viorica Constantinescu, n. 3 octombrie 1940, Darabani, România) este o jurnalistă și scriitoare româno-suedeză.
Împreună cu soțul, Octavian Ciupitu, a fondat publicația Curierul Românesc   la Göteborg, în Suedia, în mai 1980. În perioada 1980-2016, Silvia Constantinescu a scris pentru această publicație un număr considerabil de articole și interviuri.
A a selectat apoi un mare număr dintre acestea, pe care le-a sortat pe teme și le-a publicat în formă de carte, în total 11 lucrări fiind apărute în perioada 1995-2016.

## Biografie
Silvia Constantinescu este fiica lui Ion Constantinescu, avocat, și Lucia Elisabeta, născută Nicolau. La divorțul părinților în 1942, ea a fost încredințată mamei. Aceasta părăsește România în 1945 și se stabilește în Suedia, fără posibilitatea de a-și lua fiica. Încercările imediate ale mamei de a se reuni cu fiica sa în Suedia au fost însă împiedicate de autoritățile comuniste din România de atunci.
Silvia Constantinescu a ajuns în curând la orfelinat în orașul Constanța, unde a crescut până la majorat.
După școala generală și liceu, a studiat în București la Școala de Activiști Culturali, secția de bibliotecari, absolvită în 1961, la Institutul Pedagogic, facultatea de filologie, secția de biblioteconomie, absolvită în 1966, și la Universitatea București, facultatea de limba și literatura română, absolvită cu diplomă de filolog în 1974.
Silvia Constantinescu a lucrat apoi în București ca redactor la revistele Reclama comercială (1966-1968) și Moda (1968-1969), iar după aceea, la Comitetele de cultură din județele Deva-Hunedoara (1969-1970) și Gorj (1970-1971) în funcția de cercetător cultural. Revine mai târziu în București, ca redactor principal la revista Flacăra  (1974) și mai apoi la întreprinderea de reclamă comercială Eticart (1975-1977).
În noiembrie 1977 vine la Göteborg, în Suedia, împreună cu soțul său și cei 4 copii ai lor. Atunci, mama și fiica s-au reunit, după o despărțire de 30 de ani.
Silvia Constantinescu, soțul ei și cei 4 copii ai lor au primit cetățenie suedeză în 1981, prin naturalizare.
La Göteborg, Silvia Constantinescu a studiat suedeza, italiana, chineza, japoneza, teoria artei, sociologie, ș.a., la Universitatea din Göteborg, informare și documentare la Școala Superioară de Biblioteconomie din Borås absolvită cu titlul de bibliotecară, precum și japoneza și araba la Universitatea din Stockholm. 
În mai 1980, Silvia Constantinescu împreună cu Octavian Ciupitu au fondat publicația CURIERUL ROMÂNESC la Göteborg, publicație în limba română orientată către vorbitorii de română din lumea întreagă și care apare în continuare, acum doar în formă electronică pe Internet. În această publicație Silvia Constantinescu a apărut cu un mare număr de articole și interviuri cu șefi de state, șefi de partide politice, diferiți politicieni, artiști, scriitori, oameni de cultură, astronauți, oameni de afaceri, și alții, atât din Suedia, cât și din alte țări. Ea este în continuare redactorul responsabil al acestei pubicații încă de la fondarea acesteia.
Silvia Constantinescu a condus împreună cu Octavian Ciupitu galeria de artă Galleri OCISCO în Göteborg în perioada 1983-1986. Aici, ei au organizat expoziții temporare de artă plastică cu lucrări de artiști în viață, cei mai mulți tineri, atât din Suedia cât și din alte țări, dar și cu propriile lor creații de artă.
La Göteborg, Silvia Constantinescu a luirat și ca profesor de limba maternă pentru limba română la Administrația Școlară (Göteborgs Skolförvaltning, 1980-1988), ca interpret de limba română la Biroul de imigrare (Göteborgs Invandrarbyrå, 1979-1988) și ca bibliotecară la Biblioteca Orășenească [Göteborgs Stadsbibliotek, 1981-1988).
Familia s-a mutat la Skogås, în comuna Huddinge din județul Stockholm, în toamna anului 1988.
După aceea, Silvia Constantinescu a lucrat la Bibliotecile Orășenești din Södertälje (1990-1991), și Stockholm (1989).
De asemenea, a publicat în revistele Invandraren 1992 (1), 1994 (2, 3/4), 1995 (1, 2/4),  1996 (1, 2/4), 1997 (1, 2/4), 1998 (1/2)., Invandrarrapport 1991 (4), 1995 (3/4), și Mångfalden (4) articole despre imigranți în Suedia, interviuri cu șefi de partide, alți politicieni remarcați, personalități culturale, ș.a.
Silvia Constantinescu a acționat în plus în calitate de corespondent extern la stațiile de radio BBC (1984-2000) și Radio Free Europe (1985-1999).
După decembrie 1989, Silvia Constantinescu a publicat articole și interviuri și în publicații din România, precum Adevărul Economic, Palatul de Justiție, Cuvîntul și Flacăra.
Din 1995, Silvia Constantinescu a adunat articole și interviuri de-ale sale selectate dintre cele publicate anterior în CURIERUL ROMÂNESC de-a lungul anilor și le-a republicat selectate tematic în formă de carte. Până acum a scos de sub tipar 11 lucrări de acest fel, dintre care 10 în limba română și una în limba engleză.
Toate aceste lucrări au fost lansate la vremea lor la București prin grija Companiei de Librării București   – CLB și ele au fost prezentate și recenzate de multe publicații din România.

### În română
1. ”Călătorie în Țara Soarelui Răsare”, 268 pag., © 2012, Silvia & Octavian Förlag HB, Suedia, ISBN: 978-91-972440-1-5.[19]
2. "Bijuterii de vis. Despre pietre prețioase & întâlniri cu bijutieri din Suedia”, 250 pag., © 2013, Silvia & Octavian Förlag HB, Suedia, ISBN: 978-91-972440-3-9.
3. "EXIL - Oameni și idei”, Volumul 1, 256 pag., © 1996, Editura CURIERUL ROMÂNESC, Suedia, ISBN: 91-972440-0-7,[20] și Volumul 2, 736 pag., © 2013, Silvia & Octavian Förlag, Suedia, ISBN: 978-91-972440-5-3;
4. “Am cunoscut un erou – Întâlniri cu Corneliu Coposu”, 96 pag., © 2013, Silvia & Octavian Förlag, Suedia, ISBN: 978-91-972440-4-6;
5. "Alfred Nobel -Viața, Activitatea și Moștenirea. O monografie completată cu lista laureaților Premiilor Nobel din period 1901-2013 și alte scrieri relatate la Premie Nobel pe care le-am publicat inițial în CURIERUL ROMÂNESC.”, 456 pag., © 2014, Silvia & Octavian Förlag, Suedia, ISBN: 978-91-972440-8-4; scrisă împreună cu Octavian Ciupitu și Anne-Marie Ciupitu;
6. "Suedia - Oameni și idei”, Partea 1, 522 pag. și Partea 2, 694 pag., © 2014, Silvia & Octavian Förlag, Suedia, ISBN: 978-91-972440-7-7, și ISBN: 978-91-981858-0-5;[21]
7. "Somnul rațiunii naște monștri." O anchetă despre situația evreilor în România anilor celui de-al doilea război mondial, 200 pag., © 2014, Silvia & Octavian Förlag, Suedia, ISBN: 978-91-972440-6-0;
8. "Rămâne de înlăturat urmările mentalității comuniste!" Interviurile mele cu  Majestatea Sa Regele Mihai și alte texte legate de Casa Regală a României, pe care le-am publicat inițial în CURIERUL ROMÂNESC, 176 pag., © 2014, Silvia & Octavian Förlag, Suedia, ISBN: 978-91-972440-9-1;[22]
9. "România - Oameni și idei" (, Partea 1, 880 pag., și Partea 2, 776 pag., © 2015, CURIERUL ROMÂNESC - Silvia & Octavian Förlag, Suedia, ISBN: 978-91-981858-1-2 și ISBN: 978-91-981858-2-9.

### În engleză
1. “To the stars. Conversations with Astronauts and Cosmonauts” (Spre stele. Convorbiri cu astronauți și cosmonauți.), 196 pag., © 2016, CURIERUL ROMÂNESC - Silvia & Octavian Förlag, Suedia, ISBN: 978-91-981858-3-6; 
scrisă în colaborare cu Marc P. Ciupitu.

## Premii, distincții și calitate de membru

### Premii
- Premiul special pentru corespondențe din Suedia al revistei Palatul de Justiție, București, România, 2003.[23] [sursa nu confirmă]
- Uniunea Ziariștilor Profesioniști din România, Premiul de jurnalistică 2015, secția Presa online, Premiul întâi "pentru editarea în Suedia a publicației CURIERUL ROMÂNESC ”

### Distincții
- Societatea Amicii Regelui Mihai, Diploma "10 ani de activitate pentru Adevăr și Dreptate", 1999.
- Medalia "Centenarul Corneliu Coposu 1914-2014".[24] [sursa nu confirmă]

### Calitate de membru
- DIK,[25] [sursa nu confirmă] Stockholm, 1984-2007.
- Publicistklubben,[26] [sursa nu confirmă] Stockholm, 1990-2008.[27][28]
- ARA,[29] [sursa nu confirmă] Davis, CA, USA, 1987-2002.
- Consiliul de garanție morală al Institutului pentru Memoria Exilului Românesc,[30] [sursa nu confirmă] București, România, 2003-2008.
- Foreign Press Association,[31] [sursa nu confirmă] Stockholm, 1990-.

## Legături externe
- Constantin Roman: La blouse Roumaine.
- Constantin Roman: Silvia Constantinescu - A Presentation.
- Biblioteca Academiei Române: Silvia Constantinescu.
- Biblioteca Națională a României: Silvia Constantinescu.[nefuncțională]
- Library of Congress, Washington, DC: Constantinescu, Silvia
- British Library, London, UK: Constantinescu, Silvia[nefuncțională – arhivă]
- Bibliothèque Municipale de Nice, France: Constantinescu, Silvia
- Bayerische Staatsbibliothek, München, Germany: Constantinescu, Silvia[nefuncțională]
- National Library of Israel, Jerusalem, Israel: Constantinescu, Silvia
- National Diet Library, Tokyo, Japan: Constantinescu, Silvia.